# Хацидиакос, Пантелис
Пантелис Хацидиакос (греч. Παντελής Χατζηδιάκος; 18 января 1997 года, Родос, Греция) — греческий футболист, защитник клуба «Копенгаген» и сборной Греции.

## Клубная карьера
Хацидиакос — воспитанник греческого футбола. С одиннадцати до четырнадцати лет занимался в академии одного из ведущих греческих клубов — «Панатинаикоса». После перешёл в академию нидерландского клуба АЗ, выпускником которой он и стал. 28 января 2015 года подписал с клубом свой первый профессиональный контракт. С сезона 2015/16 — игрок основной команды. 13 декабря 2015 года дебютировал в Эредивизи в поединке 16-го тура против «Зволле», выйдя на замену на 53-й минуте вместо Йопа ван дер Линдена. За три дня до этого дебютировал в Лиге Европы в поединке против «Атлетик Бильбао».
1 сентября 2023 года перешёл в итальянский «Кальяри», подписав четырёхлетний контракт.

## Карьера в сборной
В 2013 году вызывался в юношеские сборные Нидерландов до 16 и 17 лет. В 2014 принял приглашение сборной Греции и сыграл в одном поединке юношеской сборной до 17 лет. В конце того же года вновь был в списке к нидерландской команде, однако на сборы так и не поехал.